# Keleti sörtésmadár
A keleti sörtésmadár (Dasyornis brachypterus) a madarak osztályának verébalakúak (Passeriformes) rendjébe és a sörtésmadárfélék (Dasyornithidae) családjába tartozó faj.

## Rendszerezése
A fajt John Latham angol ornitológus írta le 1801-ben, a Turdus nembe Turdus brachypterus néven.

## Alfajai
- Dasyornis brachypterus brachypterus (Latham, 1802)
- Dasyornis brachypterus monoides Schodde & I. J. Mason, 1999[2]

## Előfordulása
Ausztrália keleti tengerparti sávban honos. Természetes élőhelyei a mérsékelt övi erdők, legelők és cserjések, valamint folyók és patakok környéke. Állandó, nem vonuló faj.

## Megjelenése
Testhossza 21 centiméter, testtömege 35-50 gramm.

## Életmódja
Gerinctelenekkel és magvakkal táplálkozik, de nektárt is fogyaszt.

## Természetvédelmi helyzete
Az elterjedési területe nem nagy és a tüzek hatására még csökken is, emiatt egyedszáma is csökken. A Természetvédelmi Világszövetség Vörös listáján sebezhető fajként szerepel.